# 매츄어
매츄어(영어: Mature)는 더 킹 오브 파이터즈의 등장인물이다.

## 캐릭터 이야기
매츄어는 루갈 번스타인의 비서로서 오로치 일족의 총실무자인 게닛츠에 의해 파견된 여자이다. 실상 그녀는 오로치 일족 중에서도 상위 8명을 지칭하는 오로치 팔걸집의 일원이기도 했다. 기계조립에 천부적인 재능을 보여 루갈의 한쪽 팔을 기계팔로 완벽하게 만들어주기까지 했고 루갈의 비서로서 여러가지로 루갈을 도와주기도 했다. 특히 기계공학의 달인이라 루갈의 한쪽팔을 만들어주기도 했으며 루갈의 몸을 기계인간으로 개조해주기도 했다. 루갈이 부상으로 몸을 상할 때마다 그 부분을 기계로 대체해주는 역할을 도맡아왔다. 
루갈 패망 이후 같이 루갈의 비서로 일하고 있으면서 같은 오로치 팔걸집인 바이스와 같이 야가미 이오리에게 먼저 접근 한 뒤 야가미 이오리를 꼬득여서 팀을 짜고 KOF96에 출전하는데 게닛츠가 패배 후 종적을 감추자 이때 폭주한 이오리에 의해 바이스와 함께 공격받아 부상을 당한다. 매츄어는 이오리에게 공격받은 이후 이오리가 아무도 모르게 갖고 있던 사찰에 바이스와 함께 유폐된다. 매츄어는 KOF의 모든 여성 캐릭터 중 최고의 미모를 지닌 한 명으로 꼽힌다. 또한 성격 역시 자신의 미모에 대해 굉장한 애착을 갖는 것으로 묘사되었다. 드림매치는 KOF98, 2002, 12에서 나온다. 드림매치 중 KOF12는 실제 스토리와 연관성을 지닌 탓에 매츄어와 바이스가 사망했다는 것은 거짓임이 밝혀졌다. 실제로 더 킹 오브 파이터즈 설정집에도 매츄어와 바이스는 사망이 아닌 실종으로 묘사되어 있다. 이후 매츄어는 바이스와 같이 KOF XIV에서 공식석상에서 모습을 드러냈다. KOF XIV는 드림매치가 아닌 공식 스토리이다.
매츄어와 바이스는 오로치가 쿄 쿠사나기와 야가미 이오리에 의해 완전하게 재봉인된 이후에도 계속 야가미 이오리의 개인 사찰에서 살고 있다가 네스츠가 패망하고 나서야 다시 세상으로 나왔다.

## 캐릭터 시놉시스
KOF96이 출시되기 불과 한 달 전까지만 해도 매튜어와 바이스는 KOF96에 존재하는 캐릭터가 아니었다. 그러나 KOF 시리즈 팬들의 엄청난 성원에 힘입어 급조되어 캐릭터로 만들어졌다. 이오리에게 살해당하는 시나리오를 만들었지만 이 역시 팬들의 격렬한 항의에 의해 사망이 아닌 부상당한 후 이오리의 사찰에 유폐되는 것으로 일단락 지어졌다.

## 오로치 팔걸집
- 레오폴드 게닛츠
- 나나카세 야시로
- 쉘미
- 크리스
- 야마자키 류지
- 가이델
- 매츄어
- 바이스

## 매츄어를 연기한 배우
- 모니크 갠더턴 - 2010년 영화 《더 킹 오브 파이터즈 (영화)》